# Duhort-Bachen
Duhort-Bachen – miejscowość i gmina we Francji, w regionie Nowa Akwitania, w departamencie Landy.
Według danych na rok 1990 gminę zamieszkiwało 600 osób, a gęstość zaludnienia wynosiła 18 osób/km² (wśród 2290 gmin Akwitanii Duhort-Bachen plasuje się na 644. miejscu pod względem liczby ludności, natomiast pod względem powierzchni na miejscu 244.).